# سولفورو اسید
سولفورو اسید (به انگلیسی: Sulfurous acid) ترکیبی شیمیایی با فرمول H2SO3 است. این ترکیب به صورت محلول در آب مشاهده نشده است، اما به صورت گازی قابل مشاهده است. این ترکیب یک گونهٔ شیمیایی واسطه در تشکیل باران اسیدی از دی‌اکسید گوگرد است.